# نورمان فوستر (مخرج)
نورمان فوستر (بالإنجليزية: Norman Foster)‏ مواليد 13 ديسمبر 1903 في ريتشموند، الولايات المتحدة - الوفاة 7 يوليو 1976 في سانتا مونيكا، الولايات المتحدة، هو ممثل ومخرج وكاتب سيناريو أمريكي بدأ مسيرته الفنية سنة 1926. امتدت مسيرته الفنية لأكثر من 50 عاما. من أعماله بلاي غيرل وهاي تنشن.

## روابط خارجية
- نورمان فوستر على موقع IMDb (الإنجليزية)
- نورمان فوستر على موقع الموسوعة البريطانية (الإنجليزية)
- نورمان فوستر على موقع ألو سيني (الفرنسية)
- نورمان فوستر على موقع ميوزك برينز (الإنجليزية)
- نورمان فوستر على موقع تيرنر كلاسيك موفيز (الإنجليزية)
- نورمان فوستر على موقع تيرنر كلاسيك موفيز (الإنجليزية)
- نورمان فوستر على موقع أول موفي (الإنجليزية)
- نورمان فوستر على موقع قاعدة بيانات برودواي على الإنترنت (الإنجليزية)
- نورمان فوستر على موقع قاعدة بيانات الأفلام السويدية (السويدية)
- نورمان فوستر على موقع إن إن دي بي (الإنجليزية)